# Agathia pauper
Agathia pauper là một loài bướm đêm trong họ Geometridae.